# Pancernik obrony wybrzeża

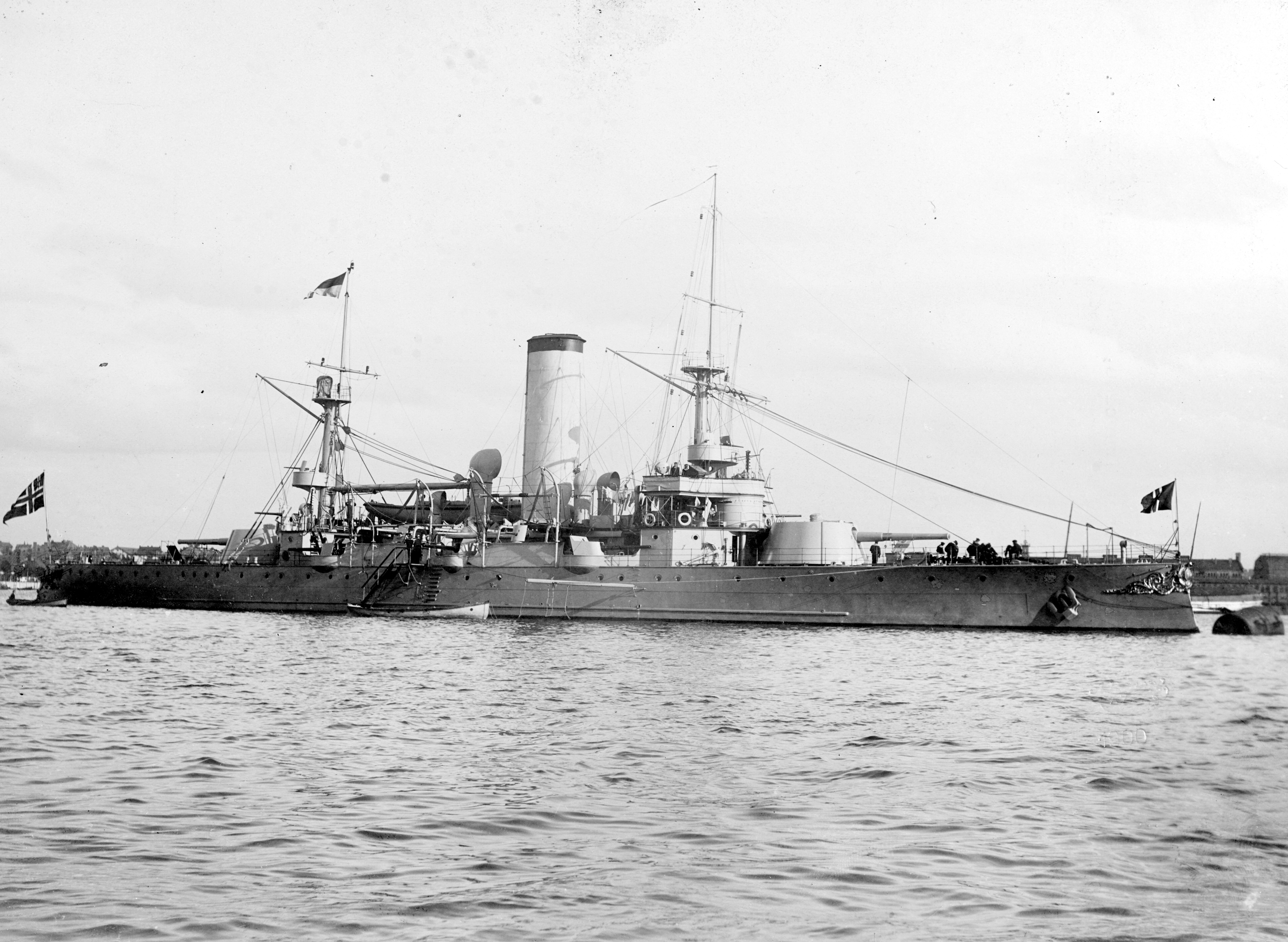
"Tordenskjold" z 1898 (Norwegia)

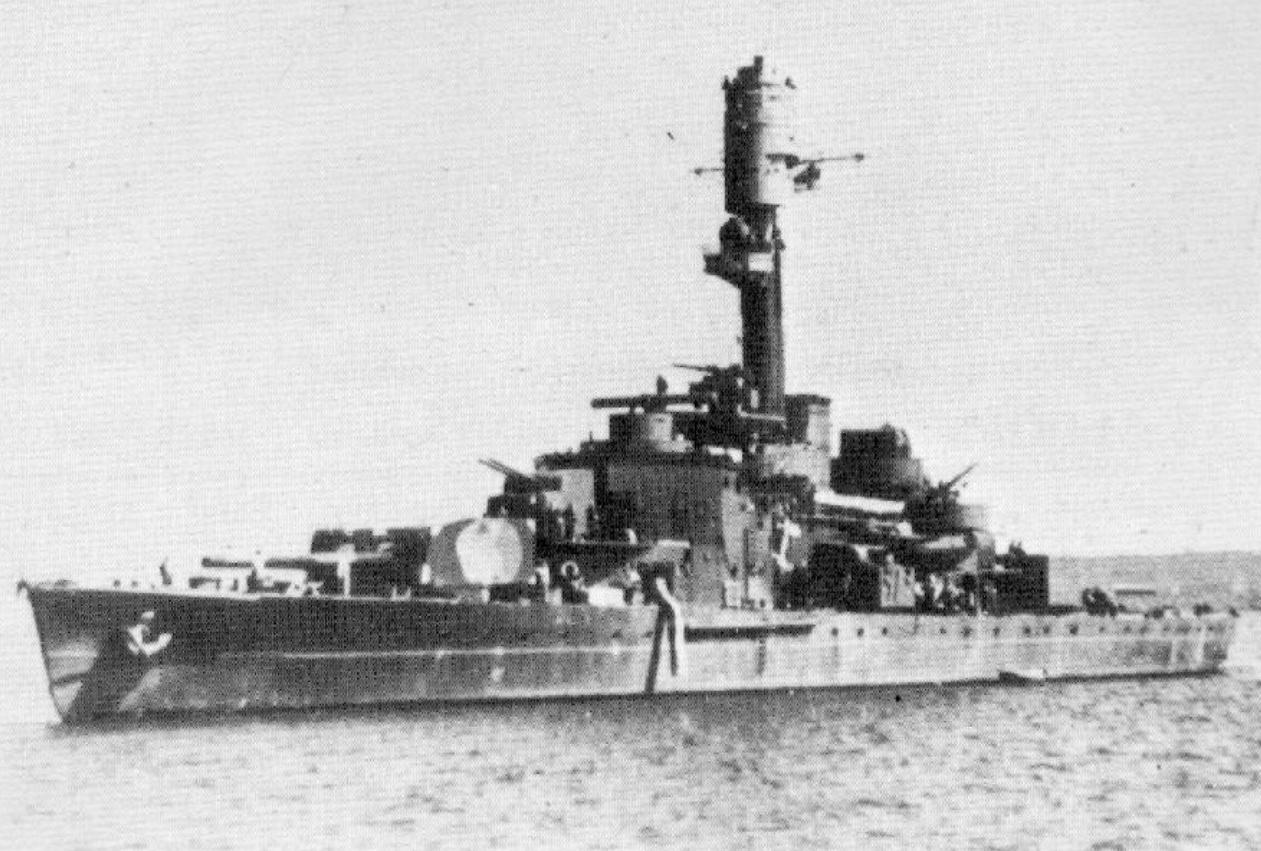
Ostatni typ pancerników obrony wybrzeża - fiński "Väinämöinen" z II wojny św.

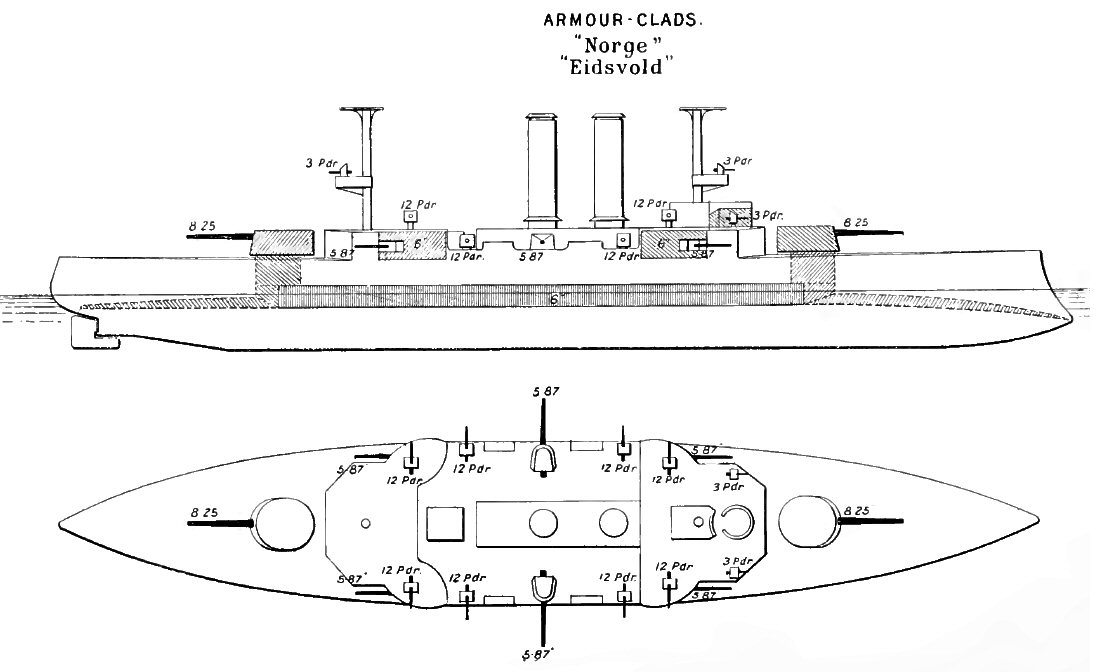
Schemat opancerzenia i uzbrojenia typowego pancernika przybrzeżnego - norweski "Norge"

Pancernik obrony wybrzeża (pancernik przybrzeżny) – historyczna klasa średnich lub dużych opancerzonych okrętów artyleryjskich przeznaczonych do obrony wybrzeża. Pancerniki przybrzeżne były większe od kanonierek pancernych, natomiast mniejsze od pancerników; mimo nazwy, nie są one zaliczane ani do pancerników, ani okrętów liniowych.

## Historia i opis klasy
Klasa pancerników przybrzeżnych powstała w latach 70. XIX wieku. Wykształciła się z jednej strony z monitorów a z drugiej z kanonierek pancernych. Były to silne okręty o małym zanurzeniu, służące do ochrony własnych wybrzeży przed okrętami wroga. Były one tańsze od konwencjonalnych pełnomorskich pancerników, ale o znacznie mniejszej sile. Z drugiej strony, ich nieco mniejsze od pancerników zanurzenie umożliwiało im operowanie w szkierach i fiordach – dlatego klasa ta była szczególnie popularna w marynarkach krajów skandynawskich. Głównie budowano je pod koniec XIX  wieku oraz w pierwszej dekadzie XX wieku. Najwięcej jednostek tej klasy – 15 – posiadała Szwecja. Po kilka jednostek miały: Dania, Norwegia (4), Finlandia (2), a ponadto: Holandia (z przeznaczeniem do obrony swoich kolonii w Indonezji), Niemcy (8 typu Siegfried) i Rosja (3 typu Admirał Sieniawin, użyte w bitwie pod Cuszimą, daleko od zakładanego obszaru operacyjnego).
Układ konstrukcyjny pancerników przybrzeżnych był podobny do pancerników generacji przeddrednotów, lecz były one mniejsze i słabsze. Wyporność pancerników przybrzeżnych wynosiła od 3000 do 5000 ton, jedynie kilka jednostek było większych – do 7000 ton. Uzbrojenie stanowiły z reguły 2, a w późniejszych konstrukcjach 4, działa kalibru od 203 do 280 mm, umieszczone w jednej lub dwóch wieżach, na dziobie i rufie oraz kilka dział mniejszych kalibrów, w tym 120-150 mm. Okręty tej klasy były opancerzone - grubość pancerza nie przekraczała  zwykle 100-200 mm na pasie burtowym, wieżach artylerii i wieży dowodzenia, słabiej opancerzony był pokład. Prędkość nie przekraczała zwykle 17 węzłów. Szybsze były jedynie 3 szwedzkie pancerniki typu Sverige z 1916, które były przy tym najsilniejszymi jednostkami tej klasy (wyporność – 7100 ton, uzbrojenie główne – 4 działa 280 mm, prędkość – 23 w.). Zanurzenie okrętów tej klasy nie przekraczało z reguły 6 m.
Podczas I wojny światowej pancerniki przybrzeżne straciły na znaczeniu, zyskując wrogów takich jak okręty torpedowe a następnie lotnictwo. Po wojnie generalnie zaprzestano budowy okrętów tej klasy – oprócz wykończenia już rozpoczętych, powstały jedynie 2 fińskie niewielkie pancerniki typu Väinämöinen (4000 ton, 4 działa 254 mm) i 2 tajlandzkie małe okręty typu Dhonburi, silnie uzbrojone w 4 działa 203 mm, lecz o pośredniej wielkości między kanonierką a pancernikiem przybrzeżnym (2200 ton).
Oprócz omówionych wyżej specjalnie budowanych pancerników przybrzeżnych, wiele państw (np. Japonia) do takiej roli przeznaczało stare okręty innych klas (głównie pancerniki – przeddrednoty i krążowniki pancerne). Okręty te różniły się charakterystykami od specjalnie budowanych pancerników przybrzeżnych, będąc z reguły większe i silniejsze.
Duża część pancerników obrony wybrzeża była jeszcze w służbie na początku II wojny światowej, aczkolwiek większość ich pochodziła z przełomu wieków. Działania wojenne II wojny wykazały niewielką przydatność okrętów tego typu, a zwłaszcza ich wrażliwość na wybuchy podwodne – norweskie „Norge” i „Eidsvold” zostały błyskawicznie zatopione torpedami niszczycieli niemieckich pod Narwikiem, a fiński „Ilmarinen” równie szybko zatonął na minie. Tajlandzki okręt brał udział w bitwie pod Ko Chang, gdzie został pokonany przez francuski krążownik lekki. Ostatecznie klasa ta zanikła po II wojnie światowej, zastąpiona w zadaniach obrony wybrzeża przez kutry torpedowe i kutry rakietowe.

## Przykładowe charakterystyki
| Nazwa (typ)           | Państwo / rok wejścia do służby | wyporność normalna (standardowa) /pełna, t. | długość x szerokość x zanurzenie, m. | liczba i kaliber dział artylerii głównej i średniej | pancerz (maksymalny)         | prędkość |
| --------------------- | ------------------------------- | ------------------------------------------- | ------------------------------------ | --------------------------------------------------- | ---------------------------- | -------- |
| "Helgoland"           | Dania 1879                      | 5480 /                                      | 79,1 / 18 / 5,9                      | 1×305 mm, 4×260 mm, 5×120 mm                        | burty 305 mm, barbeta 254 mm | 13,75 w  |
| "Iver Hvitfeldt"      | Dania 1886 (wod.)               | 3392                                        | 74 mp / 15,1 / 5,6                   | 2×260 mm, 4×120 mm                                  | burty 290 mm, barbety 215 mm | 15 w     |
| "Siegfried"           | Niemcy 1890                     | 3691                                        | 79 / 14,9 / 5,7                      | 3×240 mm, 8×88 mm                                   | burty 240 mm, wieże 203 mm   | 14,5 w   |
| "Admirał Sieniawin"   | Rosja 1896                      | 4971                                        | 87,3 / 15,8 / 5,9                    | 4×254 mm, 4×120 mm                                  | burty 254 mm, wieże 203 mm   | 16 w     |
| "Herluf Trolle"       | Dania 1899 (wod.)               | 3494 / 3785                                 | 87,4 / 15,7 / 5                      | 2×240 mm, 4×150 mm                                  | burty 195 mm, wieże 195 mm   | 15,5 w   |
| "Norge"               | Norwegia 1901                   | 3645 / 4166                                 | 94,6 / 15,4 / 5,4                    | 2×210 mm, 6×150 mm                                  | burty 152 mm, wieże 203 mm   | 16,5 w   |
| "Aran"                | Szwecja 1902                    | 3300 / 3735                                 | 89,7 / 15 / 5,3                      | 2×210 mm, 6×152 mm                                  | burty 175 mm, wieże 180 mm   | 16,5 w   |
| "De Zeven Provinciën" | Holandia 1910                   | 5644 / 6510                                 | 101,5 / 17,7 / 6,15                  | 2x283 mm, 4x150 mm                                  | burty 150 mm, wieże 250 mm   | 16 w     |
| "Sverige"             | Szwecja 1917                    | 6970 / 7800                                 | 121,6 / 18,6 / 6,8                   | 4×283 mm, 6×152 mm                                  | burty 200 mm, wieże 200 mm   | 23 w     |
| "Niels Juel"          | Dania 1923                      | 3800 / 4320                                 | 90 / 16,3 / 5                        | 10×150 mm (po ukończeniu)                           | burty 195 mm                 | 16 w     |
| "Väinämöinen"         | Finlandia 1932                  | 3900 (std.)                                 | 93 mp / 16,9 / 4,5                   | 4×254 mm, 8×105 mm plot                             | burty 55 mm, wieże 100 mm    | 15 w     |

## Literatura
- (ros.) G. Smirnow, W. Smirnow, Ot monitorow k bronienoscam bieriegowoj oborony (От мониторов к броненосцам береговой обороны) w: Modelist-Konstruktor nr 3/84
- (ros.) G. Smirnow, W. Smirnow, Skandinawskie bronienoscy (Скандинавские броненосцы) w: Modelist-Konstruktor nr 11/84